# Hai to gensō no Grimgar
Hai to gensō no Grimgar (jap. 灰と幻想のグリムガル Hai to gensō no Gurimugaru) – seria light novel napisana przez Ao Jūmonjiego i zilustrowana przez Eiri Shirai. Historia opowiada o grupie ludzi, którzy nagle znaleźli się w świecie fantasy bez żadnych wspomnień sprzed przybycia, a także o ich walce o przetrwanie i ułożenie sobie życia jako żołnierze-ochotnicy.
Na podstawie powieści powstała manga oraz 12-odcinkowy telewizyjny serial anime, który był emitowany od stycznia do marca 2016. W marcu tego samego roku został wydany również odcinek OVA.

## Fabuła
Historia rozpoczyna się od pokazania grupy początkujących poszukiwaczy przygód walczących z goblinami w lesie. Wydają się być zupełnie nie w swoim żywiole i są zmuszeni do ucieczki. W retrospekcji okazuje się, że grupa, która prawdopodobnie pochodzi ze współczesnej Ziemi, obudziła się wraz z innymi ludźmi na tym świecie zaledwie kilka tygodni temu.
Nie pamiętając, jak się tu dostali i nie mając innego wyjścia, szybko zostają wcieleni do służby jako wyszkoleni żołnierze-ochotnicy. Niektórzy z nich znoszą to lepiej niż inni. Główna grupa składa się z tych, którym się to nie udało.
Pod przewodnictwem niejakiego Manato połączyli siły i zaczęli polować na słabe potwory, aby stać się silniejszymi i zarobić pieniądze potrzebne do przeżycia. Początkowo nie wszystko idzie dobrze, lecz w końcu uczą się ze sobą współpracować i odnoszą wystarczające sukcesy w polowaniu na gobliny, aby przenieść się z lasu do zrujnowanego miasta. Tam Manato ginie, ratując ich z zasadzki, i pozostawia odpowiedzialność za grupę łotrzykowi Haruhiro.
Pogrążona w rozpaczy grupa jest załamana i opłakuje utraconego przyjaciela, nie zdając sobie sprawy, jak wiele Manato zrobił, by utrzymać ich wszystkich razem. Gdy drużyna godzi się ze stratą, przyjmuje nową kapłankę o imieniu Merry.
Merry początkowo jest zdystansowana i załamana w wyniku utraty własnej drużyny, za co obwinia się, ale stopniowo zaczyna postrzegać Haruhiro i innych jako przyjaciół, choć pozostaje zdystansowana. Wracając do pełni sił, grupa stara się pomścić Manato, uderzając w serce obozowiska goblinów w ruinach. Po zabiciu króla goblinów, drużyna postanawia pomóc Merry w pomszczeniu przyjaciół, udając się na polowanie do kopalń, w których poległa jej stara drużyna.
Sezon kończy się, gdy Merry pozostawia swoją przeszłość za sobą, a bohaterowie, którzy przeżyli, godzą się z życiem i śmiercią, jakie towarzyszyły im podczas pobytu w świecie Grimgar.

## Bohaterowie
- Haruhiro (jap. ハルヒロ)

Seiyū: Yoshimasa Hosoya 
Łotrzyk w grupie. Haruhiro jest na ogół pomocny i zawsze chętnie pomaga reszcie. Po śmierci Manato zostaje zmuszony do objęcia pozycji lidera. W końcu zaczyna zwracać większą uwagę na uczucia kolegów i koleżanek z drużyny, powoli doskonaląc się w roli przywódcy.
- Ranta (jap. ランタ)

Seiyū: Hiroyuki Yoshino 
Mroczny rycerz grupy. Jest zuchwały, impulsywny i nieco zboczony, co prowadzi do ciągłych kłótni z Haruhiro. Ranta jest awanturnikiem, nieustannie sprawiającym problemy i podejmującym pochopne decyzje, ponieważ ma w sobie lekką nutkę arogancji. Jest też najmroczniejszy w głębi duszy, wielokrotnie opuszcza grupę, by podążać za własnymi ambicjami, choć żywi też uczucia do Yume.
- Manato (jap. マナト)

Seiyū: Nobunaga Shimazaki 
Manato zdecydował się zostać kapłanem i ostatecznie objął rolę głównego przywódcy grupy. Potrafił dostrzegać pozytywne strony ludzi, dzięki czemu udało mu się skutecznie opracowywać plany walki, gdy grupa po raz pierwszy zaczęła polować na gobliny. Jednak podczas odpoczynku zostali zaatakowani przez większą liczbę goblinów niż ta, do której byli przyzwyczajeni. Manato skutecznie zdołał zorganizować odwrót, ale gobliński łucznik trafił go prosto w plecy podczas ucieczki. Zmarł wkrótce po przekazaniu swojej roli Haruhiro.
- Moguzo (jap. モグゾー Moguzō)

Seiyū: Fukushi Ochiai 
Moguzo jest najwyższym i najlepiej zbudowanym członkiem grupy, dlatego zdecydował się zostać członkiem gildii wojowników. Nosi żelazną zbroję i włada mieczem o szerokim ostrzu, który sięga mu do wysokości ramion. Mimo że jest najbardziej imponujący fizycznie, rywalizuje z Shihoru o miano najbardziej łagodnego mówcy. Często pozwala swoim przyjaciołom spać, a rano sam przygotowuje im śniadanie. Pamięta, że robił to już wcześniej i czerpał z tego radość. W wolnych chwilach rzeźbił też drewniane figurki godnej uwagi jakości. Moguzo ostatecznie ginie z wycieńczenia, a jego miejsce zajmuje Kuzaku.
- Yume (jap. ユメ)

Seiyū: Mikako Komatsu 
Odważna i energiczna, Yume jest łowczynią w grupie. Postrzega resztę jako rodzinę i ma tendencję do chronienia Shihoru z powodu jej nieśmiałej i bojaźliwej natury. Później opuszcza grupę na sześć miesięcy, aby się szkolić.
- Shihoru (jap. シホル)

Seiyū: Haruka Terui 
Mag w grupie. Jest nieśmiała, otwiera się głównie przed Yume i w pewnym stopniu, przed Manato, którego darzyła uczuciem. Ma też kompleks niższości, ale w miarę upływu czasu nabiera pewności siebie.
- Merry (jap. メリイ Merii)

Seiyū: Chika Anzai 
Dołączając do drużyny wkrótce po śmierci Manato, Merry skutecznie zastępuje go jako kapłanka. Początkowo między nią a resztą drużyny dochodzi do wielu tarć, ze względu na niezastąpioną pozycję Manato i pozornie nieczułą osobowość Merry. W rzeczywistości była ona bardzo do niego podobna, lecz po tragicznym wydarzeniu, które doprowadziło do śmierci kilkorga jej przyjaciół, stała się zimna i zdystansowana. Jednak po tym, jak Haruhiro opowiada jej o ich własnej sytuacji, powoli otwiera się na nową drużynę. Nazywa Haruhiro przezwiskiem „Haru”, a oboje w końcu zakochują się w sobie.
- Kuzaku (jap. クザク)

Paladyn w grupie, który dołącza do niej później, zastępując Moguzo.

## Light novel
Light novel zostały napisane przez Ao Jūmonjiego i zilustrowane przez Eiri Shirai. Pierwszy tom ukazał się nakładem wydawnictwa Overlap w 2013 roku. 
| Nr   | Data wydania (język japoński) | ISBN (język japoński)  |
| ---- | ----------------------------- | ---------------------- |
| 1    | 25 czerwca 2013               | ISBN 978-4-906866-22-9 |
| 2    | 25 listopada 2013             | ISBN 978-4-906866-47-2 |
| 3    | 25 marca 2014                 | ISBN 978-4-906866-69-4 |
| 4    | 25 lipca 2014                 | ISBN 978-4-906866-91-5 |
| 5    | 25 lutego 2015                | ISBN 978-4-86554-026-0 |
| 6    | 25 października 2015          | ISBN 978-4-86554-072-7 |
| 7    | 25 grudnia 2015               | ISBN 978-4-86554-086-4 |
| 8    | 25 marca 2016                 | ISBN 978-4-86554-114-4 |
| 9    | 25 sierpnia 2016              | ISBN 978-4-86554-149-6 |
| 10   | 25 marca 2017                 | ISBN 978-4-86554-202-8 |
| 11   | 24 lipca 2017                 | ISBN 978-4-86554-234-9 |
| 12   | 25 lutego 2018                | ISBN 978-4-86554-283-7 |
| 13   | 25 czerwca 2018               | ISBN 978-4-86554-346-9 |
| 14   | 25 grudnia 2018               | ISBN 978-4-86554-429-9 |
| 14+  | 25 marca 2019                 | ISBN 978-4-86554-466-4 |
| 14++ | 25 czerwca 2019               | ISBN 978-4-86554-512-8 |
| 15   | 25 grudnia 2019               | ISBN 978-4-86554-590-6 |
| 16   | 25 lipca 2020                 | ISBN 978-4-86554-700-9 |
| 17   | 25 stycznia 2021              | ISBN 978-4-86554-826-6 |
| 18   | 25 października 2021          | ISBN 978-4-8240-0024-8 |

## Manga
Adaptacja w formie mangi, autorstwa Mutsumi Okubashi, była wydawana w magazynie „Gangan Joker” wydawnictwa Square Enix od 22 kwietnia 2015 roku. 
| Nr | Data wydania (język japoński) | ISBN (język japoński)  |
| -- | ----------------------------- | ---------------------- |
| 1  | 22 grudnia 2015               | ISBN 978-4-75754-840-4 |
| 2  | 22 marca 2016                 | ISBN 978-4-75754-918-0 |
| 3  | 22 sierpnia 2016              | ISBN 978-4-75755-082-7 |

## Anime
Telewizyjny serial anime został wyprodukowany przez studio A-1 Pictures. Za scenariusz i reżyserię odpowiedzialny był Ryosuke Nakamura, a funkcję projektanta postaci pełniła Mieko Hosoi. Zarówno motyw przewodni, „Knew day”, jak i motyw kończący, „Harvest”, zostały wykonane przez (K)NoW_NAME. Seria była emitowana w stacjach AT-X, Tokyo MX, BS11 i ABC od 11 stycznia do 28 marca 2016. Prawa do nadawania serii z angielskim dubbingiem w Ameryce Północnej nabyło Funimation.